# Liban (bateau de 1882)
 (septembre 2011).
Si vous disposez d'ouvrages ou d'articles de référence ou si vous connaissez des sites web de qualité traitant du thème abordé ici, merci de compléter l'article en donnant les références utiles à sa vérifiabilité et en les liant à la section « Notes et références ».
Le Liban est un navire à vapeur construit en 1882 à Glasgow naufragé en 1903 près de l'île Maïre à Marseille.

## Naufrage
Le 7 juin 1903, peu avant midi, moins d'une heure après son appareillage du port de Marseille pour Bastia, Le Liban est éperonné à bâbord avant par l'Insulaire, revenant de Toulon avec à son bord une quarantaine de passagers et qui s’apprête à rentrer dans la rade à proximité de l'île Maïre. Le Liban tente vainement un échouage entre les deux blocs rocheux au sud de l'île. L'accident cause la perte du bâtiment et la mort de près d'une centaine de passagers. Le nombre incertain de victimes est dû au fait que la vente de billets s'effectuait à bord du navire et avait donc encore lieu au moment du drame.
Les secours s'organisent tant bien que mal notamment grâce aux barques de pêcheurs du port des Goudes, ainsi qu'à un navire en partance pour la Grèce, le Balkan, et au Rakocsy, un vapeur hongrois qui devait rejoindre l'Italie. Cependant ces secours de fortune sont insuffisants pour sauver l'ensemble des passagers pris de panique, tandis que le Liban sombre par l'avant. Qui plus est, cinq des six canots de sauvetage ne purent être mis à l'eau en raison du mauvais état des bossoirs. Le Liban sombre complètement 20 minutes seulement après le choc.
À la suite de la collision, le capitaine Arnaud, commandant de l'Insulaire, ordonne de quitter les lieux afin de sauver le bâtiment, dans lequel les brèches sont colmatées avec des matelas. Celui-ci parvient à rejoindre La Joliette, où il amarre vers 14 h.
La collision éleva diverses protestations : l'état des bateaux de passagers notamment, l'abandon des lieux par le capitaine Arnaud, et l'habitude des vapeurs à passer très près de la pointe du Tiboulen afin de gagner du temps, malgré les risques de collision et le danger constant pour les embarcations des pêcheurs locaux.

## Plongée
- Coordonnées : 43° 12′ 26″ N, 5° 20′ 14″ E
- Profondeur mini : 28 m
- Profondeur maxi : 36 m
- Points d'intérêt de l'épave :
- Faune :

Reposant à plus de trente mètres de profondeur sur le site dit des Pharillons, l'épave du Liban est accessible aux plongeurs expérimentés.